# Desisa stramentosa
Desisa stramentosa är en skalbaggsart som beskrevs av Stefan von Breuning 1943. Desisa stramentosa ingår i släktet Desisa och familjen långhorningar.
Artens utbredningsområde är Burma. Inga underarter finns listade i Catalogue of Life.